# Virginie Masserey
Pour les articles homonymes, voir Masserey (homonymie).
Virginie Spicher, plus connue sous son ancien nom commun de mariage Virginie Masserey, née en 1965 à Fribourg, est médecin pédiatre infectiologue et haute fonctionnaire suisse. Elle est chef de section à l'Office fédéral de la santé publique (OFSP) de juillet 2007 à mars 2022, dans le domaine des vaccinations puis du contrôle des infections.

## Biographie
Virginie Masserey naît Virginie Spicher en 1965 à Fribourg.
Elle étudie aux universités de Fribourg et de Lausanne, où elle obtient un doctorat en médecine. Titre de spécialiste FMH en infectiologie pédiatrique.Elle se spécialise ensuite en pédiatrie et infectiologie au CHUV à Lausanne et aux HUG à Genève, avec Didier Pittet. Elle obtient son titre de spécialiste FMH en 1999,.
Elle est mariée à Éric Masserey, pédiatre, médecin cantonal adjoint du canton de Vaud et écrivain,. Elle a un fils. En 2022, lors de sa prise de fonction dans le canton de Vaud, elle porte à nouveau le nom de Virginie Spicher.

### Parcours professionnel
Elle travaille pendant une année avec Médecins sans frontières en 2001,.
Elle rejoint l'OFSP en juillet 2002, à la division Maladies transmissibles. Au début 2003, elle est détachée auprès de l'Organisation mondiale de la santé comme spécialiste des maladies infectieuses lors de l'épidémie de SRAS de 2002-2004. En juillet 2007, elle est nommée chef de la section Vaccinations et mesures de contrôle, puis prend la tête en 2016 de la section Contrôle de l'infection et programme de vaccination.
Elle est également médecin référent pour la Fondation Théodora.
Lors de la pandémie de COVID-19, elle apparaît à de nombreuses reprises dans la presse et les conférences du gouvernement, en particulier pour présenter ses mesures et recommandations,,,,,.
En novembre 2021, elle est nommée directrice générale de la santé au sein du Département de la santé et de l'action sociale du canton de Vaud pour le 1er avril 2022,. Elle quitte ce poste à la fin août 2023, « d'un commun accord », en raison « de divergences quant aux orientations stratégiques et organisationnelles ».

## Publications
- Vaccination contre la grippe pandémique (H1N1) 2009, Pipette magazine, No 2, mars 2010
- Combler les lacunes en matière de vaccination - Élimination de la rougeole: le but est à portée de main , dans Bulletin des médecins suisses, 2015, 96/37